# Mduma-Weißzahnspitzmaus
Die Mduma-Weißspitzmaus (Crocidura mdumai) ist ein im nördlichen Tansania endemisches Säugetier in der Gattung der Weißzahnspitzmäuse. Sie ist eng mit Crocidura monax und mit anderen, in ostafrikanischen Gebirgen verbreiteten Gattungsvertretern verwandt. Der nächste Verwandte scheint Crocidura munissi zu sein.

## Merkmale
Mit einer Kopf-Rumpf-Länge von 76 bis 91 mm, einer Schwanzlänge von 52 bis 65 mm und einem Gewicht von 7 bis 9,5 g ist die Art in ihrer Gattung mittelgroß. Sie hat 14 bis 16 mm lange Hinterfüße und 9 bis 11 mm lange Ohren. Oberseits kommt dunkelbraunes Fell vor und das Fell der Unterseite kann etwas heller oder dunkelgrau sein. Die Füße sind noch etwas heller als die Unterseite und der Schwanz ist unterseits leicht heller. Auf dem Schwanz sind kurze weiche Haare und wenige längere borstige Haare verteilt. Die beiden an den Eckzahn anschließenden Zähne bilden mit diesem drei einspitzige Zähne. Dabei ist der angrenzende Schneidezahn kurz und schmal.

## Verbreitung und Lebensweise
Die Spitzmaus ist nur aus dem Krater Ngorongoro bekannt. Dabei lebt sie in den Wäldern der Kraterkanten, etwa auf 2000 Meter Höhe oder höher. Die Landschaft ähnelt Wolken- und Nebelwäldern oder etwas trockeneren Wäldern.
Im selben Gebiet wurden auch die Hochland-Spitzmaus, Crocidura hildegardeae und die Kletter-Zwergspitzmaus registriert. Weitere Angaben zum Verhalten fehlen.

## Gefährdung
Zeitweilige Rodungen zur Gewinnung von Ackerflächen beeinträchtigen den Bestand. Alle Reviere zusammen decken schätzungsweise ein 1.600 km² großes Gebiet. Die IUCN listet die Mduma-Weißspitzmaus als stark gefährdet (endangered).